# Gears of War: E-Day
Gears of War: E-Day é um futuro jogo de tiro em terceira pessoa desenvolvido pela The Coalition e publicado pela Xbox Game Studios. Como a sexta parcela principal da franquia Gears of War e ambientado 14 anos antes dos eventos do jogo original, E-Day está programado para ser lançado para Microsoft Windows e Xbox Series X/S.

## Premisa
Situado 14 anos antes dos eventos do jogo original, Marcus Fenix e Dom Santiago, dois soldados da Coalizão de Governos Ordenados (COG), devem sobreviver ao Dia da Emergência, no qual uma raça de criaturas subterrâneas conhecida como Horda dos Locusts emerge de seu covil subterrâneo e domina o mundo da superfície de Sera. O jogo se passa na cidade de Kalona, um novo local para a franquia.

## Desenvolvimento
E-Day was described by the team as an "origin story" focused on the brotherhood between series protagonist Marcus Fenix and Dom Santiago. The Coalition added the game will have a "modern take" on both characters, who are youthful, "vulnerable" and inexperienced in this game. A equipe escolheu o dia de emergência como cenário porque achava que encapsulou vários temas centrais da série, como a irmandade entre os soldados da coalizão, um tom melancólico e um foco na brutalidade e na ação. Os eventos em E-Day se desenrolarão ao longo de vários dias, e o objetivo da equipe era "capturar um momento no tempo" e contar uma história "íntima", explorando como uma civilização despreparada e desesperada reage a um apocalipse repentino e quase imparável. Semelhante aos primeiros jogos da série, E-Day teve um grande foco no terror. Os Locust Drones, que eram bucha de canhão nas primeiras parcelas da série, foram redesenhados no E-Day para parecerem mais intimidadores e formidáveis. Ele também apresentará a origem do Lancer Assault Rifle, uma arma característica da série.
E-Day, como uma prequela da trilogia original, foi anunciado como uma parcela principal da série.A equipe sentiu que criar uma história de origem de franquia era uma oportunidade "boa demais para perder" e reiterou que eles não estavam abandonando os fios da história estabelecidos nos jogos mais novos da série. Em contraste com Gears 5, que introduziu elementos comumente encontrados em jogos de mundo aberto, E-Day será uma experiência mais linear. O jogo foi anunciado oficialmente em junho de 2024 com um trailer no motor criado em colaboração com Blur Studio e GNet. Ele está programado para ser lançado para Microsoft Windows e Xbox Series X/S.